# フィレモンへの手紙
『フィレモンへの手紙』（フィレモンへのてがみ）は、新約聖書中の一書で、使徒パウロによってフィレモン（ピレモン）、および姉妹アフィア、戦友アルキポ、ならびに（コロサイにある）フィレモンの家の教会にあてて（フィレモンへの手紙２節）書かれた書簡である。19世紀の聖書学者フェルディナント・クリスティアン・バウアがパウロのものであることに疑いを示したことで知られるが、現在ではほぼ疑いなくパウロの手によるものであると考えられている。現存するパウロ書簡の中ではもっとも短く25節しかない。『ピレモンへの手紙』、『フィリモンに達する書』とも表記される。

## 書簡の内容について
本書簡は、エフェソスにおいて獄中にあったパウロが、紀元53年頃に協力者フィレモンと二人の仲間（アフィアとアルキポ）およびフィレモンの家の教会にあてて記したものである。『コロサイの信徒への手紙』によれば、フィレモンはコロサイの共同体のメンバーであったと思われる。ただ『コロサイ書』の真筆性には疑問が残る。偽書とした場合、『コロサイ書』は本書を単に模倣したとする説もあるが、その成立はかなり早いと推定されるのでこうした関係を否定できないとする説もある。フィレモンの家の教会とコロサイ教会は同一であるとしてフィレモンがコロサイ書を執筆したという説もある。この書簡の登場人物は、フィレモンとアフィア以外はすべてコロサイの信徒への手紙にも登場している。
この書簡でパウロはフィレモンの奴隷であったオネシモ（オネシモス、ギリシア語で「役に立つ」の意）なる人物への配慮を求めている。詳しい事情は文面から知りえないが、オネシモは一度「役に立たないもの」としてフィレモンのもとを離れたが、彼を再び迎え入れてほしいというのがパウロの願いである。
聖書学者たちの見解はオネシモが主人のもとを逃亡したのだろうということである。もっとも田川建三はそれを否定している。さらに逃亡生活の中でパウロに出会い、キリスト教徒になったと考えられる。当然フィレモンは逃げたオネシモのことを良く思っていなかったが、パウロはキリスト教徒として二人を和解させようと考えている。
近年はゲルト・タイセン、市川喜一らによって、逃亡奴隷説ではなく「オネシモは主人との間に立って問題を収めてくれる人物としてパウロを頼って来た」とする調停依頼説が出されている。
パウロ書簡は詳細な事情については書かないことが多い。この手紙でもパウロはオネシモの件を解決するため、フィレモンの「キリスト者としての愛」に訴えている。パウロはオネシモのフィレモンに対する借りを自分のものにしてくれるよう頼むことで帳消しにするとともに、フィレモンもまたパウロに借りがあることを想起させる。パウロはオネシモが信仰に入ったことで、新たな身分になったとし、オネシモが「奴隷でなく愛する兄弟として」フィレモンの元に戻れるよう配慮している。
パウロがフィレモンに何を望んでいたかということは、オネシモを許すこと、奴隷から解放すること、宣教者としてパウロの弟子とすることなど諸説がある。パウロにとって福音が「奴隷制度」という当時当たり前だった社会構造にくさびを打ち込むものと考えていたと見るものもいる。
コロサイの信徒への手紙4章9節によれば、同書が偽書だとしてもオネシモはその後パウロの周辺での奉仕者となったと考えられる。アンティオキアのイグナティオスは2世紀初頭のエフェソス司教としてオネシモという名前をあげているが、オネシモは奴隷の名前としてありふれたものだったので同一人物と断定するのは難しい。一方エフェソス司教オネシモが後日パウロ書簡集を蒐集しその最後にこの書をおいたとする説もある。またハリスンらはオネシモをエフェソ書の著者と考えている。

## 特徴
内容は特定の所用のために書かれたものであるので、『フィレモン書』が神学や思想にほとんど触れていないことは無理もない。マルティン・ルターは『フィレモン書』をパウロとキリストに共通する「ゆるし」という視点からとらえているが、ルターもこの手紙でパウロが社会制度の変革を考えているとは考えなかった。
しかし近年考えられていることは、「監禁中にもうけたわたしの子オネシモ（10）」から、この手紙はパウロの後継者指名に関するものであるということである。「監禁中にもうけた」を洗礼ととる説もあるが、オネシモが家の教会の管理者の奴隷であることを鑑みれば、パウロと会った時に未受洗であったとは考えにくい。「わたしの心であるオネシモ（12）」はパウロと子弟的になっていることを髣髴させる。しかしオネシモはいまだフィレモンの奴隷である。「彼があなたに何か損害を与えたり（18）」は職務上の過失を仮定的に書いているのかもしれないし、オネシモが無能奴隷ということではない。「以前はあなたにとって役に立たない者でしたが、今は、あなたにもわたしにも役立つ者となっています（11）」は、キリストという語呂を含んでおり、「キリストのために役立たなかったものが役立つものとなった」ということであろう。事実コロサイの信徒への手紙では、オネシモはパウロに近いキリスト奉仕者として登場している。そうなると、この手紙の目的の必須の事項はオネシモの奴隷からの解放であり、「わたしが言う以上のことさえ（21）」はキリストの奉仕者として立てさせることであろう。そして、パウロの願いはいずれも適っているのである。